# قائمة الرتب والوظائف (كتاب)

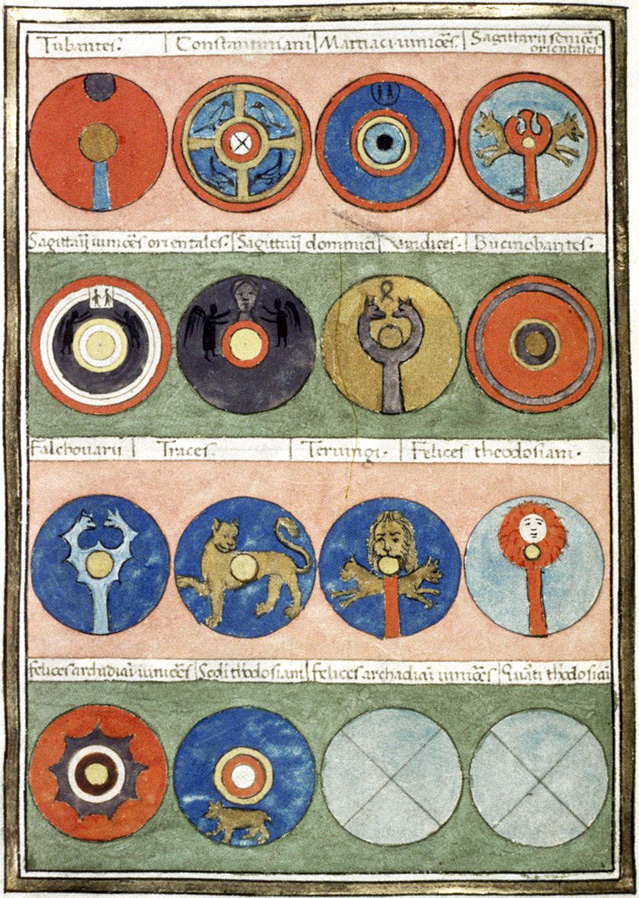
صفحة من نسخة من القرون الوسطى من كتاب "Notitia Dignitatum" من عام 1436، من مكتبة بودلي، أكسفورد.

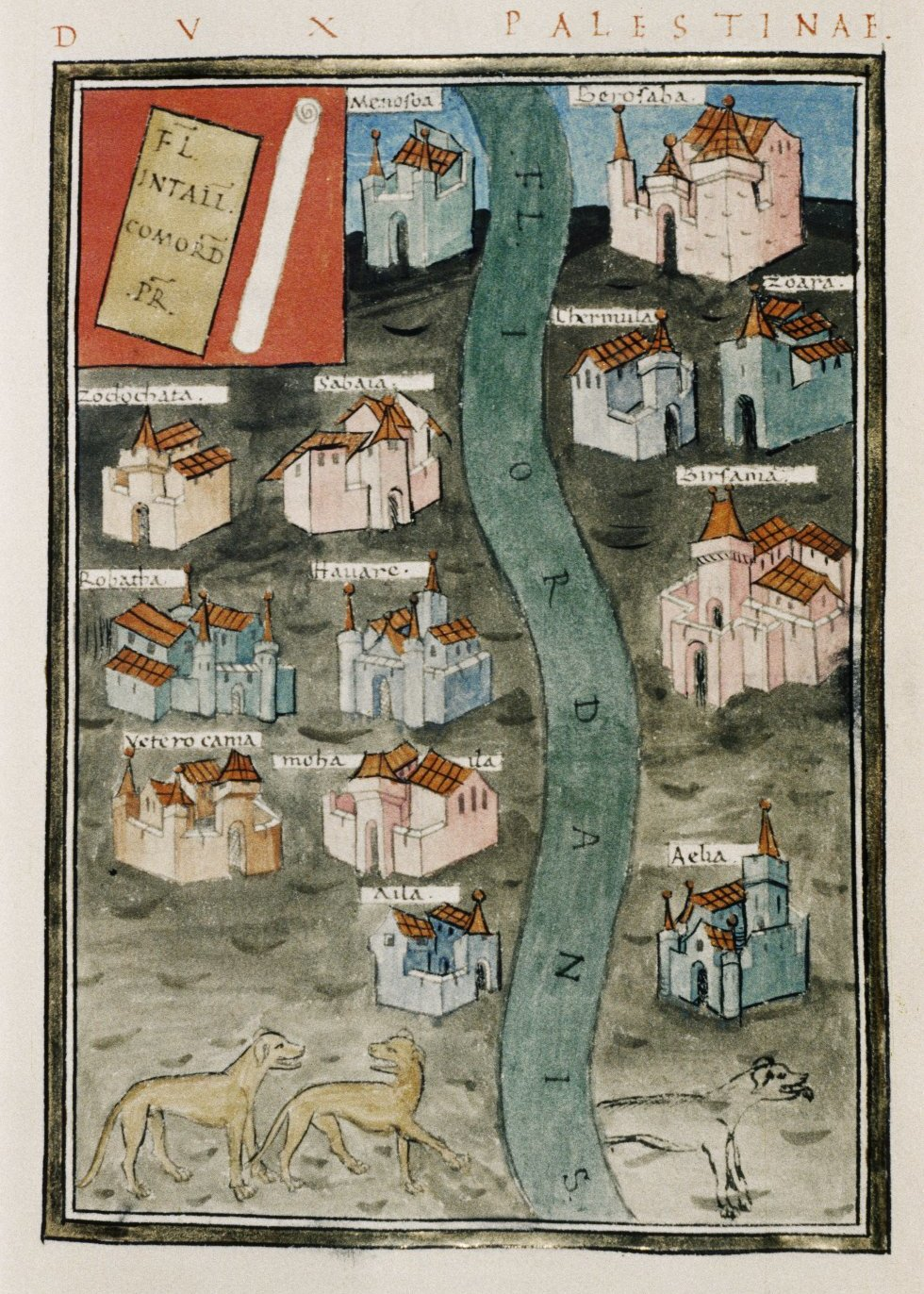
فلسطين ونهر الأردن، من Notitia Dignitatum.

قائمة الرتب والوظائف (باللاتينية: Notitia Dignitatum) هي وثيقة من وثائق الإمبراطورية الرومانية المتأخرة والتي تسرد تفاصيل التنظيم الإداري للإمبراطوريات الشرقية والغربية. وهي وثيقة فريدة من نوعها كواحدة الوثائق القليلة جدًا الباقية للحكومة الرومانية، وتسرد عدة آلاف من الوظائف من البلاط الإمبراطوري إلى حكومات المقاطعات والبعثات الدبلوماسية ووحدات الجيش. وتُعتبر عادةً دقيقة بالنسبة للإمبراطورية الرومانية الغربية في حقبة الـ 420 ميلادية وكذا بالنسبة للإمبراطورية الشرقية أو الإمبراطورية البيزنطية في حقبة الـ 390 ميلادية. ومع ذلك، فالنص نفسه غير مؤرخ وغير معروف مؤلفه، كما أن تعرضه للحذف صعب من مهمة التحقق من تاريخه عن طريق النص.

## روابط خارجية
- تجميع "notitia gentitatum" وصلات وموارد واسعة
- أسماء الأماكن في Notitia Dignitatum GIS من موقع Pelagios / Pleiades. 1505 أسم مواقع جغرافي. طابقوا منهم 1164.

### مخطوطات
- مكتبة بودليان : مسح كامل لطبعة 1436
- مكتبة ولاية بافاريا : Notitia Dignitatum Clm 10291 - مسح كامل لمخطوطة عام 1542 مع رسوم توضيحية حديثة

### طبعات
- [Notitia dignitatum; accedunt Notitia urbis Constantinopolitanae et laterculi prouinciarum], Latin with notes by Otto Seeck (1876): Internet Archive, HathiTrust, Europeana
- Medieval Sourcebook Partial English translation by William Fairley, 1899